# Yosemite Decimal System
Das Yosemite Decimal System (YDS) ist ein dreiteiliges System zur Bewertung der Schwierigkeit von Wanderungen, Berg- und Klettertouren, das vorrangig in den Vereinigten Staaten und Kanada verwendet wird. Es wurde erstmals in den 1950er Jahren von Mitgliedern des Sierra Clubs in Süd-Kalifornien als Verbesserung früherer, insbesondere im Yosemite Valley gebräuchlicher Systeme, aufgestellt und verbreitete sich schnell über Nordamerika.
Der Abschnitt zur Klasse 5 der Skala ist primär ein System zur Skalierung von Schwierigkeitsgraden im Klettern, wogegen die Klassen 1 und 2 eher die Erfordernisse beim Wandern, Traillauf und „Scrambling“, einer Art Mischform aus Wandern, Klettern und Bergsteigen, im Focus haben. Die Klasse 3 beschreibt einfache und mäßig anspruchsvolle Bergtouren (d. h. Scrambling) mit unterschiedlichen Schwierigkeits- und Gefahrenstufen. Klasse 4 ist eine „Zwischenstufe“ für anspruchsvolleres Bergsteigen, die mit dem Grad „PD+“ des französischen Systems IFAS grob übereinstimmt. Kletterer, insbesondere solche, die sich in der technisch anspruchsvollen Klasse 5 bewegen, kürzen die Klassen 3 und 4 mit „3.“ (englisch 3rd) bzw. „4.“ (englisch 4th) ab.
Ursprünglich handelte es sich um ein einteiliges Klassifikationssystem. Die Kategorien „Grad“ (englisch grade) und „Sicherung“ (englisch protection) wurden später hinzugefügt. Die neuen Kategorien lassen sich nicht auf jegliches Klettern anwenden, und ihre Verwendung variiert stark. Der „Grad“ beschreibt den Zeitaufwand, um eine Kletterroute zu absolvieren, während „Sicherung“ die Verfügbarkeit und die Qualität von Punkten auf einer Kletterroute (im Folgenden „Sicherungspunkte“) beschreibt, an denen ein Kletterer auf Hilfsmittel zur Klettersicherung zurückgreifen sollte.
Die Klasse 5 ist in Unterklassen eingeteilt; gegenwärtig werden die Unterklassen 5.0 bis 5.15 unterschieden. Die Einstufungen über 5.9 sind weiter unterteilt, z. B. gibt es 5.10b oder 5.15c. Wenn eine vollständige YDS-Einstufung beschrieben wird, wird der Grad der Klasse nachgestellt, gefolgt von der Sicherung, so dass ein Konstrukt wie „5.10b VI R“ entsteht. Oft wird der Grad ausgelassen und lediglich die Klasse und die Sicherung benutzt. Wenn keine Übereinkunft über die erforderliche Menge an Sicherungsmaßnahmen auf einer Route besteht, wird auch diese weggelassen.
Während primär ein Freiklettersystem beschrieben wurde, gab es gelegentlich Ergänzungen durch ein technisches Klettersystem, welches mit A0 … A5 beschrieben wird. So wird z. B. die Nordamerika-Wand des El Capitan mit „5.8 VI A5“ unter Verwendung eines Mischsystems klassifiziert.

## Klassen
Das System wurde ursprünglich in den 1930er Jahren als „Sierra Club Grading System“ (dt. „Bewertungssystem des Sierra Clubs“) zur Klassifikation der Wander- und Kletterrouten in der Sierra Nevada eingeführt. Zunächst wurden diese jeweils in Relation zu anderen Routen beschrieben, also z. B. „Route Z schwerer als Route X, aber leichter als Route Y“. Dieses primitive System war jedoch für diejenigen schwer zu verstehen, die über keinerlei Erfahrung mit den einzelnen Routen verfügten. Der Club adaptierte ein numerisches Klassifikationssystem, das leicht zu erlernen war und in der Anwendung praktisch erschien.
Das System wurde später von Kletterern am Tahquitz Peak in Süd-Kalifornien in seine moderne, allseits bekannte Form gebracht. Die Intention bestand darin, die Klassen dezimal zu unterteilen, um z. B. eine Klasse 4.5 als genau zwischen den Klassen 4 und 5 gelegen definieren zu können. Die Klasse 5 wurde in den 1950er Jahren unterteilt. Ursprünglich basierte sie auf zehn Kletterrouten im Gebiet der Sierra Nevada und spann sich zwischen der „Trough-“ bei 5.0 und der „Open Book“-Route bei 5.9, die zu jener Zeit als die schwierigste Freikletterroute galt. Dieses System wurde durch Mitglieder der Rock Climbing Section des Angeles Chapter im Sierra Club entwickelt.
Heute teilt das System alle Wander- und Kletterrouten in fünf Klassen,:19–21 doch ist die exakte Definition der Klassen etwas umstritten, und so wurden aktualisierte Fassungen dieser Klassifikation veröffentlicht:
Klasse 1Wandern mit niedrigem Verletzungsrisiko; Wanderschuhe sind empfohlen.
Klasse 2Einfaches „Scrambling“ (Kraxeln), gelegentlicher Gebrauch der Hände erforderlich. Ein geringes Gefahrenpotenzial ist eingeschlossen. Wanderschuhe werden dringend empfohlen.
Klasse 3„Scrambling“ mit erhöhten Anforderungen. Handgriffe sind erforderlich. Ein Seil ist normalerweise nicht erforderlich, kann aber für weniger Erfahrene oder Notfälle nützlich sein. Abstürze können schwerwiegende Folgen haben.
Klasse 4Einfaches Klettern, mit Gefahren verbunden. Ein Seil wird häufig gebraucht. Natürliche Sicherung kann leicht gefunden werden. Abstürze können oft schwerwiegende Folgen haben.
Klasse 5Ist gedacht für technisches seilgesichertes Freiklettern (ohne Hängen am Seil, sich daran hochzuziehen oder auf Fixpunkte zu treten); Hardware zur Sicherung wird nur zur eigenen Sicherheit verwendet, da ungesicherte Abstürze schwere Verletzungen nach sich ziehen oder tödlich enden können. Die Klasse 5 hat eine Reihe von Unterklassen, die von 5.0 bis 5.15d nummeriert sind, um schrittweise schwierigere Freikletterrouten zu definieren.
Gelegentlich wird noch eine zusätzliche Klasse 2+ eingeschoben; diese wird für Routen verwendet, bei denen man die Hände häufig benötigt, die generelle Fortbewegungsart aber mehr gehen als klettern ist.
Die Kletterführer-Literatur ergänzt die YDS-Klassifikation gelegentlich um eine Anzahl Sterne, um die allgemeine „Qualität“ (inwiefern „Spaß“ eine Rolle spielt oder ob es „sich lohnt“) einer Kletterroute abbilden zu können. Dieses „Ranking“ hat keinerlei Beziehung zum YDS-System und variiert von Kletterführer zu Kletterführer. Manchmal sind Informationen über die Schwierigkeit an der Spitze eines Felsens ergänzt, z. B. bedeutet eine Klasse „3s4“, dass der größte Teil des Felsens der Klasse 3, die Spitze aber der Klasse 4 zuzurechnen ist. (Das „s“ in der Bezeichnung stammt von „summit“, dt. „Gipfel“.)
Erhöhte Standards und verbesserte Ausrüstung führten dazu, dass in den 1960er Jahren klassifizierte 5.9-Routen für einige zu mäßig schwierigen Routen wurden. Bevor alle Routen bei Einführung neuer Standards neu klassifiziert wurden, entschloss man sich zur Ergänzung durch weitere Klassen. Es wurde schnell offenbar, dass ein endloses System erforderlich war und Klassen wie 5.11, 5.12 usw. hinzugefügt wurden. Später wurde festgelegt, dass eine 5.11-Route schwieriger sein sollte als eine 5.10-Route, so dass viele Routen unterschiedlicher Schwierigkeit auf 5.10 erhöht wurden. Um dies zu lösen, wurden die Klassen oberhalb von 5.9 mit Hilfe von Suffixen von „a“ bis „d“ weiter unterteilt. 2018 wurde entschieden, dass nur eine Route eine Schwierigkeitsklasse von 5.15d haben konnte: Silence, erstmals im September 2017 von Adam Ondra bewältigt.
Zwischen den Klassifikationen von Routen im Indoor-Bereich, im Sport und im traditionellen Klettern gibt es nach wie vor durch die Lage und die Historie bedingte Unterschiede. Eine Formel, die die mittlere Geschwindigkeit, die Klassifikation der Route, die Wegstrecke und den Höhenunterschied einbezieht und praxisrelevant wäre, ist nach wie vor unveröffentlicht.

## Grade
Das YDS-Grad-System beinhaltet optional ein mit römischen Zahlzeichen angereichertes System, welches die Länge und die Schwierigkeit einer Route mit einbezieht.
| Grad | Dauer der Klettertour |
| ---- | --------------------- |
| I    | 1–2 Stunden           |
| II   | < 1⁄2 Tag             |
| III  | 1⁄2 Tag               |
| IV   | 1 Tag                 |
| V    | 2–3 Tage              |
| VI   | 4–6 Tage              |
| VII  | ≥ 1 Woche             |

Der Grad ist eher für Bergsteiger und Kletterer an großen Felswänden relevant und wird bei kurzen Touren oft nicht erwähnt.

## Sicherungs-Einstufung
Eine optionale Einstufung der Sicherungsmaßnahmen lässt Rückschlüsse auf Abstand und Qualität der Sicherungspunkte zu, die für einen gut ausgerüsteten und erfahrenen Kletterführer verfügbar sind. Die verwendeten Buchstabencodes waren, als sie ausgewählt wurden, identisch mit dem US-amerikanischen System zur Bewertung von Filminhalten:
| Stufe | Beschreibung |
| ----- | --- |
| G     | Gut, solide Sicherungspunkte |
| PG    | Ziemlich gut (von englisch pretty good), einige Abschnitte mit spärlichen oder ohne Sicherungspunkte |
| PG13  | Ausreichend Sicherungspunkte vorhanden, Stürze können tief sein, sind aber wahrscheinlich nicht von schweren Verletzungen begleitet.                                                                                         |
| R     | Lücken bei den Sicherungspunkten (von englisch runout), einige Sicherungspunkte können sehr weit voneinander entfernt sein (Es besteht die Möglichkeit von Knochenbrüchen, selbst wenn die Sicherung hinreichend sein kann.) |
| X     | Keine Sicherungspunkte, extrem gefährlich (Selbst bei hinreichender Sicherung besteht die Möglichkeit tödlicher Unfälle.) |

Die Stufen G und PG werden oft weggelassen, da sie zum normalen alltäglichen Klettern gehören. Mit R und X eingestufte Routen werden üblicherweise als Warnung an unvorsichtige Kletterführer ausgezeichnet. Die Anwendung der Einstufung variiert stark von Region zu Region und innerhalb der Kletterführer-Literatur.

## Vergleich mit anderen Systemen

### SAC-Wanderskala
Mit der zusätzlichen Klasse 2+ kann die YDS-Skala recht gut mit der im deutschsprachigen Raum weiter verbreiteten SAC-Wanderskala verglichen werden:
| YDS-Klassifikation | SAC-Wanderskala |
| ------------------ | --------------- |
| Klasse 1           | T1              |
| Klasse 1           | T2              |
| Klasse 2           | T3              |
| Klasse 2+          | T4              |
| Klasse 3           | T5              |
| Klasse 4           | T6              |

Die oben genannten Definitionen der YDS-Klassen schränken die Vergleichbarkeit jedoch ein, da sie sich nur auf die technischen Schwierigkeiten im felsigen Gelände und die dortige Ausgesetztheit beziehen. Die SAC-Skala kann dagegen auch für Routen, die beispielsweise über Grashalden, Schrofen oder Firnfelder führen, angewendet werden. Auf der anderen Seite gibt es auch Definitionen für die YDS-Klassen, die derartiges Gelände ebenso mit berücksichtigen, und dann auch in diesen Aspekten zu den entsprechenden SAC-Bewertungen passen.

### UIAA-Kletterskala und weitere
Eine Klettertour UIAA-Grad I wird in der Regel der Klasse 3 zugeordnet, im Grad II der Klasse 4. Falls eine Passage im III. Grad in der Regel ungesichert geklettert wird, ist sie ebenfalls in Klasse 4 einzustufen, ansonsten eventuell Klasse 5.0. Für die weitere Unterteilung der Klasse 5 und die entsprechenden Stufen anderer Kletterskalen sei auf den Artikel Schwierigkeitsskala (Klettern) verwiesen.
Ein Vergleich mit der SAC-Hochtourenskala ist etwas schwieriger, da eine Hochtour das Gehen auf Eis und Schnee mit Steigeisen und Pickel voraussetzt, während ebenjenes in den YDS-Klassen – zumindest in den obigen Definitionen – überhaupt nicht erwähnt wird. Vom bergsteigerischen Anspruch kann man jedoch eine L-Hochtour mit Klasse 3 sowie eine WS-Hochtour mit Klasse 4 grob vergleichen.